# Борисов, Семён Прокофьевич
Семён (в ряде официальных изданий — Василий)  Проко́фьевич Борисов (1926—1943) — советский подпольщик в годы Великой Отечественной войны, участник антифашистской комсомольской организации «Молодая гвардия».

## Биография
Семён Борисов родился 20 мая 1926 года (по другим данным 1925 года) в селе Великий Суходол Краснодонского района Ворошиловградской области Украинской ССР. Его мать — Александра Степановна, работала в колхозе, была активной общественницей, неоднократно избиралась депутатом сельского Совета[значимость факта?]. 7 классов Семён закончил в селе.
В 1940 году он переезжает в город Краснодон, поселяется у старшего брата[значимость факта?], поступает в 8-й класс средней школы имени М. Горького и перед оккупацией заканчивает 9 классов.
Когда в Краснодоне была создана подпольная антифашистская организация «Молодая гвардия», Семён Борисов вступил в её ряды. Выполнял задания штаба и возвращался в Великий Суходол. Здесь он проводил агитационную работу среди населения, распространял антифашистские листовки, сотрудничал с коммунистами.
Арестован  не был, но 20 января 1943 года, в момент жестоких боёв за Великий Суходол, он помогал советским бойцам наладить телефонную связь с противоположным берегом Северского Донца. В тот же вечер вместе с красноармейцами он был окружён врагами и расстрелян. Похоронен Семён Борисов 21 января 1943 года в братской могиле советских воинов на центральной площади села Великий Суходол.

## Награды
Посмертно награждён медалью «Партизану Отечественной войны» I степени.